# Nate Dogg (álbum)
Nate Dogg é o terceiro e último álbum de estúdio gravado pelo falecido rapper Nate Dogg.
O álbum foi lançado no dia 25 de fevereiro de 2003 pela gravadora Elecktra Records.

Contem 20 faixas (3 faixas bônus pela versão especial) descritas abaixo:

1 - "I Need A Bitch" (com Armed Robbery)
2 - "Bad Girls" (com Redman)
3 - "Get Up" (com Eve)
4 - "Keep It Real" (com Fabolous, Lil' Mo e Icarus)
5 - "Leave Her Alone" (com Memphis Bleek, Freeway e Young Chris)
6 - "Hide It" (com Armed Robbery)
7 - "Round And Round"
8 - "Gott Damn Shame" (com Timbaland e Ms. Jade)
9 - "There She Goes" (com DJ Quik e Warren G)
10 - "Somebody Like Me"
11 - "Interlude#1"
12 - "I Got Game" (com Snoop Dogg e Armed Robbery)
13 - "All Night Long"
14 - "Next Boyfriend" (com Knoc-Turn'al)
15 - "The Hard Way" (com Xzibit e Armed Robbery)
16 - "Interlude#2"
17 - "Right Back Where You Are"
18 - "What Would U Do" (Faixa Bônus, com Mariah Carey, Butch Cassidy e Shade Sheist)
19 - "Walk A Mile" (Faixa Bônus, com Shade Sheist)
20 - "Dead Wrong" (Faixa Bônus, com Ms. Jade)